# Tennistoernooi van Eastbourne 2013
Het tennistoernooi van Eastbourne van 2013 werd van 17 tot en met 22 juni 2013 gespeeld op de grasbanen van de Devonshire Park Lawn Tennis Club in de Engelse kustplaats Eastbourne. De officiële naam van het toernooi was Aegon International.
Het toernooi bestond uit twee delen:
- WTA-toernooi van Eastbourne 2013, het toernooi voor de vrouwen
- ATP-toernooi van Eastbourne 2013, het toernooi voor de mannen

ATP-toernooi van Eastbourne – WTA-toernooi van Eastbourne

2009 · 2010 · 2011 · 2012 · 2013 · 2014 · 2015 · 2016 · 2017 · 2018 · 2019 · 2020 · 2021 · 2022 · 2023 · 2024